# Милкинс, Роберт
Ро́берт Ми́лкинс (англ. Robert Milkins) — английский профессиональный игрок в снукер.

## Карьера
Милкинс стал профессионалом в 1995 году, но покинул мэйн-тур после того, как в сезоне 1996/97 произошло сокращение числа участников тура. Однако через год вернулся благодаря победе в UK Tour.
Четыре сезона он постоянно поднимался в рейтинге и в сезоне 2001/02 достиг 1/8 чемпионата мира 2002. В последующие три года он неизменно играл в первом раунде чемпионатов мира.
В квалификации к чемпионату мира 2006 в матче против Марка Селби Милкинс сделал максимальный брейк — 147 очков. Таким образом, Роберт стал шестым из тех, кому удавалось сделать максимум на чемпионате, и первым, кто сделал это в квалификации. За своё достижение он получил £ 5000 (в финальной стадии чемпионата такое событие оценивалось в £ 147 000).
В 2005 году Милкинс достиг полуфинала на Irish Masters, уступив Мэттью Стивенсу, 8:9, несмотря на то, что лидировал 8:5.
На Гран-при 2006 Роберт Милкинс и Ронни О'Салливан были единственными игроками, победившими во всех матчах своих групп. Но Милкинс в 1/8 уступил Джейми Коупу — 0:5.
В квалификации к чемпионату мира 2007 Милкинс уступил Марку Аллену, 4:10. Год спустя — Барри Пинчесу, также 4:10.
В 2011 году стал финалистом однофреймового турнира Sky Shoot Out.
В марте 2022 года 46-летний Милкинс, занимая 43 позицию в мировом рейтинге, на 27-м году своей карьеры сенсационно выиграл свой первый турнир — Gibraltar Open, где последовательно обыграл Ли Пифаня (4:0), Джейми Уилсона (4:1), Марка Аллена (4:3), Люй Хаотяня (4:2), Бена Ханкорна (4:2), Джека Джонса (4:2), а в финале — Кайрена Уилсона (4:2).
Через год, в феврале 2023 года, Милкинс преподнес еще одну сенсацию — выиграл свой второй турнир (Welsh Open). Кроме того, он получил бонус 150 тыс. фунтов от спонсора BetVictor, как самому успешному игроку "Европейской серии" в сезоне.

## Личная жизнь
5 октября 2010 года у Роберта и его подруги Элы родился первенец. Его назвали Чарли.